# Holding onto Strings Better Left to Fray
Albums de Seether
ITunes Originals (compilation)
(2008) The Collection
(2012)
Singles
1. Country Song
Sortie : 8 mars 2011
2. Tonight
Sortie : 7 juin 2011
3. No Resolution
Sortie : 24 janvier 2012
4. Here and Now
Sortie : 19 juin 2012

Holding onto Strings Better Left to Fray est le cinquième album studio du groupe sud-africain de metal alternatif Seether, publié le 1er juillet 2011 sur le label The Bicycle Music Company.

## Liste des chansons
| No  | Titre              | Durée |
| --- | ------------------ | ----- |
| 1.  | Fur Cue            | 3:47  |
| 2.  | No Resolution      | 3:08  |
| 3.  | Here and Now       | 3:55  |
| 4.  | Country Song       | 3:49  |
| 5.  | Master of Disaster | 4:18  |
| 6.  | Tonight            | 3:44  |
| 7.  | Pass Slowly        | 3:27  |
| 8.  | Fade Out           | 3:54  |
| 9.  | Roses              | 4:17  |
| 10. | Down               | 3:57  |
| 11. | Desire for Need    | 3:33  |
| 12. | Forsaken           | 4:19  |